# Каранадзе, Григорий Теофилович
Григорий Теофилович Каранадзе (1902, село Самикао Сенакского уезда Кутаисской губернии — май 1970, Тбилиси) — грузинский чекист, генерал-лейтенант госбезопасности (9 июля 1945).

## Биография
Сын содержателя столовой. Окончил 3 класса Новосенакского духовного училища. С 1921 года на комсомольской работе в Грузии. В январе 1925 года вступил в ВКП(б).
С октября 1925 — в аппарате райкомов партии. В 1929—1931 сотрудник ГПУ Грузии. С декабря 1931 года ответственный секретарь Гурджаанского, с июля 1934 — Караязского райкома КП(б) Грузии. С сентября 1935 года 1-й секретарь райкома имени 26 бакинских комиссаров (Тбилиси), с мая 1937 года 1-й секретарь Сигнахского райкома КП(б) Грузии.
В 1937—1950 Годах — депутат Верховного Совета СССР. После того как НКВД СССР возглавил Л. П. Берия, ставший расставлять на ключевые посты в органах своих людей, которых он знал ещё по работе в Закавказье, Каранадзе в ноябре 1938 был назначен наркомом внутренних дел Крымской АССР. В феврале-июле 1941 нарком государственной безопасности, 31 июля 1941 — 17 декабря 1942 года вновь нарком внутренних дел Крымской АССР. С 17 декабря 1942 — нарком внутренних дел Дагестана, с 7 мая 1943 — Грузии. Пользовался доверием и покровительством Берии.
8 апреля 1952 года арестован т. н. «мингрельскому делу». Вскоре после смерти И. В. Сталина Берия прекратил расследование дела и Каранадзе был освобожден, полностью реабилитирован и 10 апреля 1953 года назначен зам. министра внутренних дел Грузинской ССР. После падения Берии, когда началась чистка среди его выдвиженцев, Каранадзе 12 октября 1953 года был сначала переведён в резерв, а 19 декабря уволен из органов «по фактам дискредитации».
С 1957 года до смерти занимал пост заместителя председателя Государственного комитета лесного хозяйства Совета министров Грузии.

## Награды[2]
| 26.4.1940  | орден Красной Звезды — за успешное выполнение заданий Правительства по охране государственной безопасности |
| 20.9.1943  | орден Красного Знамени                                                                                     |
| 3.12.1944  | орден Отечественной Войны I-й степени — за успешное выполнение специальных заданий Правительства           |
| 24.2.1945  | орден Кутузова II-й степени — за успешное выполнение специального задания Правительства                    |
| 14.5.1945  | орден Красной Звезды                                                                                       |
| 01.08.1945 | Commander of the Most Excellent Order of the British Empire                                                |
| 16.9.1945  | орден Красного Знамени                                                                                     |
| 26.2.1946  | орден Ленина                                                                                               |
| 24.8.1949  | орден Красного Знамени                                                                                     |